# Manchester (Maryland)
Manchester è un comune degli Stati Uniti d'America, situato nello stato del Maryland, nella contea di Carroll.